# August Lundeberg
August Lundeberg, född den 17 mars 1849 i Valbo socken, Gävleborgs län, död den 7 juli 1944 i Gävle, Gävleborgs län, var en svensk brukspatron. Han var bror till Christian Lundeberg.
Lundberg avlade bergsskoleexamen i Falun 1873 och genomförde en utrikes studieresa 1874–1875. Han var valsverksingenjör i Forsbacka 1875–1878 och hospitant vid Ultuna 1878–1879. Lundeberg blev förvaltare, disponent och delägare av Oslättfors och Högbo bruk i Gästrikland 1879. Han var kommunalstämmans ordförande i 35, fattigvårdsstyrelseordförande i 10 och landstingsman i 27 år. Lundeberg innehade även många andra uppdrag genom åren. Han blev riddare av Vasaorden 1897. August Lundeberg är begravd på Valbo kyrkogård.